# Giovanni Armonio
Giovanni Armonio (Marsica, 1477 circa – 1552 circa) è stato un poeta, drammaturgo e organista italiano, più noto come Giovanni Armonio Marso, nome preso dal luogo di nascita, nel territorio degli antichi Marsi.

## Biografia
Giovanni Armonio nacque nella Marsica, in Abruzzo, tra il 1475 e il 1480. Alcuni studiosi hanno indicato Tagliacozzo come luogo di nascita, essendo all'epoca il centro più rilevante tra le contee marsicane. Lo storico Marco Antonio Sabellico lo definì in una delle sue opere "accola psicosa fucini". Stando ad un invito del poeta e scrittore Pietro Bembo risulta stabilito già dal 1500 a Venezia.
Entrò a far parte dell'Ordine dei Crocigeri e fu socio dell'Accademia musicale di scuola veneziana. Nel 1516 fu promosso organista della  cappella patriarcale di San Marco, ruolo che ricoprì fino al 22 novembre 1552. 
Noto più come poeta e drammaturgo compose la commedia Stephanium agli inizi del Cinquecento, opera che rappresentò presso il chiostro di Santo Stefano.

## Opere
- Stephanium.
- De rebus italicis deque triumpho Louis XII regis francorum.
- Poesia inserita da Andrea Gabrieli nell'opera Libellus hospitalis manuficentiae Venerotum in excipienda Anna Regina Hungariae,  musicata e cantata dal maestro Pietro de Fossis.
- Versi inseriti in Rime. Diverse di molti eccellentissimi autori, opera di Lodovico Domenichi.[1]